# 洪維榦
洪維榦（16世紀—17世紀），字楨南，號元䃤，江西九江府彭澤縣人，明朝政治人物。

## 生平
洪維榦是萬曆二十二年（1594年）甲午科江西鄉試舉人，授梓潼知縣，其時土司奢崇明作亂，他誓死守城，遣送家眷歸鄉，自己則募兵守衛，叛卒陳大義卻充當內應，使梓潼城失陷，他拒絕賊人勸說投降，賊人就斬殺兩位僕人恐嚇他，他卻毫不害怕，只求坐在正堂而死，賊人答應，他正衣冠朝北方跪拜後，賦忠字詩九首，當中有：「呼籲知難通帝座，魂飛萬里只孤忠」的句子，因此遇害。朝廷得知此事，追贈他為尚寶司卿，嫡子蔭襲九江衛千戶，入祀鄉賢祠，著有《春秋倫訓》。

## 引用
1. 1 2  同治《彭澤縣志·卷十一·人物志》：洪維榦，字楨南，號元䃤，萬厯甲午舉人，任四川梓潼知縣，時奢酋為亂，榦誓死守，遣眷先歸，募兵乘城，叛戍陳大義等為內應，城遂陷，縛說降不屈，賊斬兩僕以懼之，榦不為怵，惟求坐正堂而死，賊許之，乃衣冠北面再拜，賦忠字詩九首，有：「呼籲知難通帝座，魂飛萬里只孤忠」之句，遂遇害。事聞敕贈尚寶司正卿，蔭襲嫡子九江衛千戶，祀鄉賢，著有《春秋倫訓》行世。 通志